# Профилакторий СМЗ
Профилакторий СМЗ — посёлок в составе Соликамского городского округа в Пермском крае.

## Географическое положение
Посёлок расположен в лесном массиве примерно на 5 километров по прямой линии на восток от Соликамска.

## Климат
Климат умеренно континентальный с холодной зимой, продолжительностью около 5 месяцев, и тёплым коротким летом. Среднегодовая температура воздуха −2,2 °C. Среднемесячная самого холодного месяца (января) −15,7 °C, самый тёплый июль +17,4 °C. Общее число дней с положительной температурой — 190. Последний весенний заморозок в среднем наблюдается в конце мая, а первый осенний — в конце второй декады сентября. Продолжительность безморозного периода в среднем составляет 114 дней. Образование устойчивого снежного покрова происходит в среднем, в I декаде ноября, в отдельные годы во II декаде октября. Средняя высота снежного покрова 62 см. Разрушение устойчивого снежного покрова отмечается, в среднем, во второй декаде апреля.

## Действительное положение
Посёлок представляет собой территорию, относящуюся к санаторию-профилакторию «Здравушка», который принадлежит Соликамскому магниевому заводу.

## История
В октябре 1946 года открылся ночной профилакторий магниевого завода. С 1968 года бывший ночной профилакторий получил статус санатория-профилактория. С 2006 года санаторий-профилакторий обрёл своё собственное имя — «Здравушка».
До 2019 года посёлок входил в Половодовское сельское поселение Соликамского района, после его упразднения стал рядовым населённым пунктом Соликамского городского округа.

## Население
Постоянное население составляло 7 человек (100 % русские) в 2002 году, 8 человек в 2010 году.